# Burao
Burao (somalski: Burco, arapski:  برع‎‎) drugi je po veličini grad samoproglašene republike Somaliland i sjedište pokrajine Togder.
U prošlosti značajna grčka antička kolonija, Burau je bio mjesto pisanja proglasa neovisnosti Somalilanda u ožujku 1991. Obnovljen je nakon teških razaranja tijekom građanskog rata u 90.-im godinama 20. stoljeća. S gotovo 550 000 stanovnika drugi je najveći grad u zemlji, sa značajnom somalijskom manjinom, i najveći grad pokrajine Todger.
Gospodarski je značajan zbog razvijene trgovine. Zahvaljujući međunarodnoj zračnoj luci s letovima prema Etiopiji i Jemenu i dobroj cestovnoj povezanosti, prometno je središte središnjeg Somalilanda. Kroz grad protječe rijeka Togder, uzrokujući sezonske poplave.

## Poznati stanovnici
- Abdirahman Ahmed Ali Tuur, prvi predsjednik Somalilanda
- Muhammad Haji Ibrahim Egal, drugi predsjednik Somalilanda
- Ahmed Mohamed Mohamoud, četvrti predsjednik Somalilanda
- Hadraawi, somalski pjesnik